# La Terrisse
La Terrisse (okzitanisch: La Tarriça) ist eine frühere französische Gemeinde mit 145 Einwohnern (Stand: 1. Januar 2018) im Département Aveyron in der Region Okzitanien. Als Gemeinde gehörte sie zum Arrondissement Rodez und zum Kanton Aubrac et Carladez. Die Einwohner werden Terrissiens genannt.
Seit dem 1. Januar 2016 ist La Terrisse Gemeindeteil der Commune nouvelle Argences en Aubrac.

## Geografie
La Terrisse liegt etwa 49 Kilometer nordnordöstlich von Rodez. 

## Bevölkerungsentwicklung
| 1962                       | 1968 | 1975 | 1982 | 1990 | 1999 | 2006 | 2013 |
| -------------------------- | ---- | ---- | ---- | ---- | ---- | ---- | ---- |
| 270                        | 272  | 226  | 227  | 187  | 170  | 167  | 152  |
| Quellen: Cassini und INSEE |      |      |      |      |      |      |      |

## Sehenswürdigkeiten
- Wehrkirche Saint-Étienne, 1371 bis 1374 erbaut

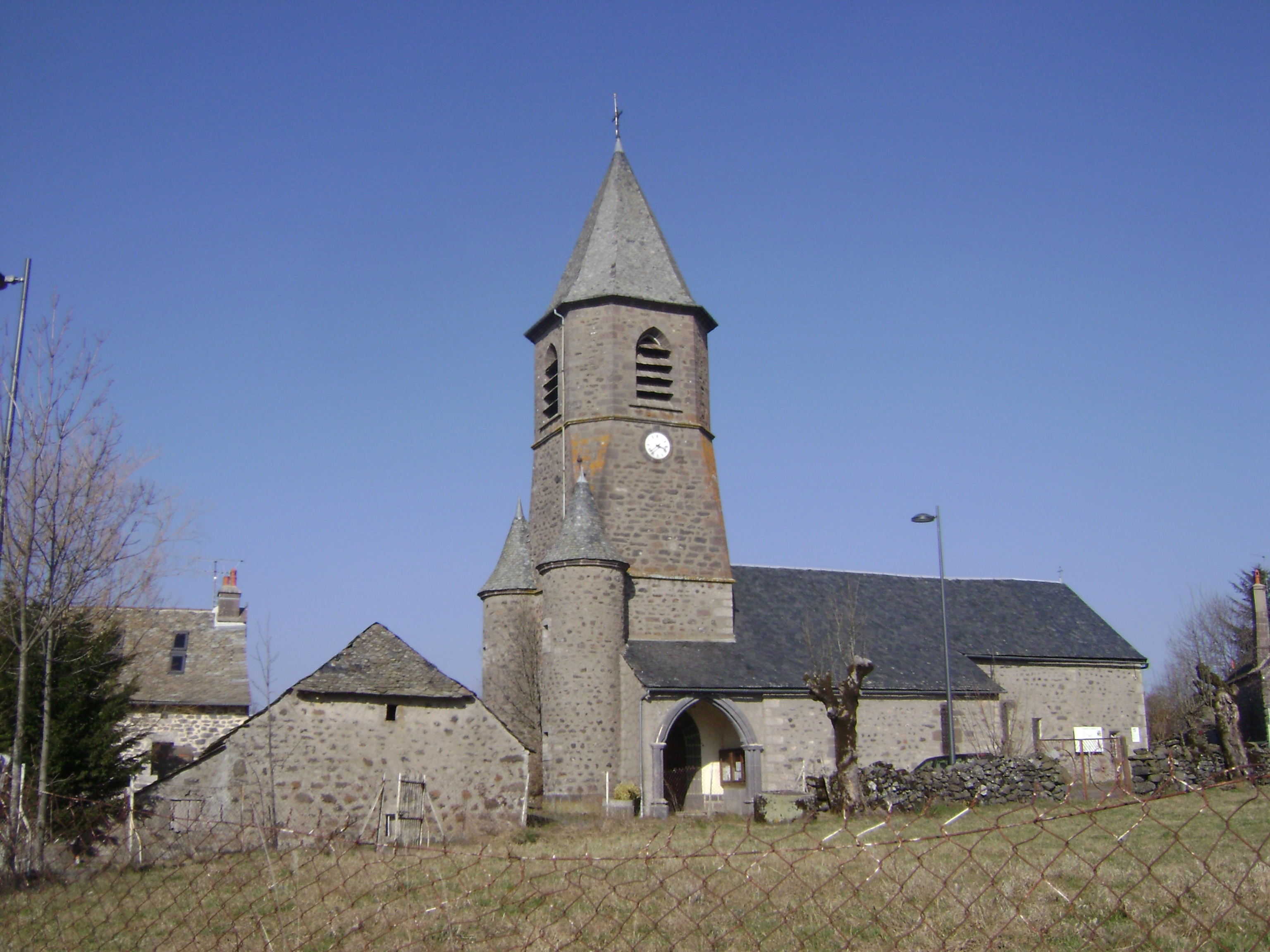
Kirche Saint-Étienne